# Đồng cảm kỹ thuật số
Đồng cảm kỹ thuật số (tiếng Anh: Digital Empathy) là việc bày tỏ cảm xúc, thái độ, phản ứng của mình đối với người khác trong môi trường kỹ thuật số thông qua việc sử dụng các nguyên tắc cốt lõi của sự đồng cảm - lòng trắc ẩn, nhận thức và cảm xúc để nâng cao trải nghiệm người dùng trong quá trình giao tiếp, tương tác với các công dân kỹ thuật số khác.
Trong bài nghiên cứu "Vấn đề mới nổi của sự đồng cảm kỹ thuật số" của Terry & Cain vào năm 2015 đã đưa ra giải thích về khái niệm của sự đồng cảm kỹ thuật số là "các đặc điểm thấu cảm truyền thống như quan tâm và thấu hiểu người khác nhưng lại được thể hiện qua các giao tiếp trên các nền tảng kỹ thuật số". Đồng cảm kỹ thuật số thể hiện mối quan hệ giữa đổi mới công nghệ và sự kết nối cảm xúc của công dân kỹ thuật số.
Sự đồng cảm kỹ thuật số bắt nguồn từ nguồn gốc của sự đồng cảm truyền thống nhưng khác biệt ở chỗ, đồng cảm kỹ thuật số hình thành khi con người tương tác trên nền tảng số. Đồng cảm kỹ thuật số đòi hỏi sự chia sẻ và thấu hiểu đúng cách giữa con người với nhau. Nhân tố chính để tạo nên đồng cảm kỹ thuật số là giao tiếp, tương tác qua lại giữa các công dân kỹ thuật số cùng với cách họ giao tiếp với chính bản thân mình trong quá trình suy nghĩ, nhận thức về một vấn đề nào đó trên nền tảng kỹ thuật số.
Đồng cảm kỹ thuật số đề cập đến các khả năng: phân tích, đánh giá trạng thái bên trong; tự đồng cảm; nhận biết, hiểu và dự đoán những suy nghĩ, cảm xúc của người khác; nhập vai và suy nghĩ trên phương diện người khác thông qua phương tiện kỹ thuật số. Đồng cảm kỹ thuật số còn là một chỉ số nói lên cách bạn tôn trọng, thấu hiểu, cảm nhận và chia sẻ cảm xúc với người khác. Đồng cảm kỹ thuật số cũng là một công cụ quan trọng để duy trì các mối quan hệ và tránh tạo ra các khoảng cách khi giao tiếp.

## Tầm quan trọng của đồng cảm kỹ thuật số

### Tình trạng đồng cảm kỹ thuật số hiện nay
Theo Báo cáo Rủi ro Toàn cầu 2019, công nghệ là một nhân tố khiến con người ít kết nối với nhau và sự gia tăng số lượng người cảm thấy cô đơn cao hơn bao giờ hết, đặc biệt là thế hệ trẻ. Còn trong hội nghị Neuromarketing lần thứ 4 ở Đức (2011) đã thảo luận về sự tiến bộ của kỹ thuật số ảnh hưởng đến não bộ của con người như thế nào. Nhà nghiên cứu người Đức, Giáo sư Tiến sĩ Martin Korte đã phát hiện ra rằng với việc sử dụng thường xuyên các thiết bị kỹ thuật số trên toàn thế giới khiến sự đồng cảm đang giảm dần, giảm các kỹ năng bộc lộ cảm xúc của bản thân và đôi khi nó còn làm cho con người tự cô lập chính mình, giảm thời gian dành cho giao tiếp với thế giới bên ngoài. Các nhà nghiên cứu tại Đại học Michigan vào năm 2010 cũng đã phát hiện ra rằng thế hệ trẻ ngày nay có sự đồng cảm ít hơn đáng kể so với các thế hệ trước. Họ suy đoán rằng hiện tượng này có liên quan đến sự phụ thuộc của con người vào môi trường kỹ thuật số ngày càng tăng. Nhưng chúng ta không thể thực sự đổ lỗi hoàn toàn cho công nghệ, bởi vì, sau tất cả, công nghệ chỉ là một công cụ trung lập về mặt đạo đức và hoàn toàn phụ thuộc vào người dùng và chúng ta có quyền lựa chọn cách để sử dụng công cụ này.
Đồng cảm kỹ thuật số cũng có tầm quan trọng như sự đồng cảm đơn thuần giữa của con người trong thế giới thực, là một trong những yếu tố giúp định hướng phát triển cộng đồng và gắn kết mọi người hơn trong một thế giới ảo như kỹ thuật số. Sự phát triển liên tục của kỹ thuật số đã chuyển phần lớn các tương tác của con người lên nền tảng kỹ thuật số, nơi mọi người có khả năng chia sẻ ngay lập tức suy nghĩ, cảm xúc và hành vi chỉ trong vài giây. Chính những điều này làm cho con người ngày càng trở nên xa cách với môi trường xung quanh và cảm xúc của người khác.

### Đồng cảm kỹ thuật số là yếu tố quan trọng trong nhiều lĩnh vực
- Đồng cảm kỹ thuật số giúp doanh nghiệp giữ chân khách hàng

Sự đồng cảm kỹ thuật số giúp mọi người chia sẻ cảm xúc với nhau và khi được các doanh nghiệp, các nhà tiếp thị hiểu, vận dụng vào quá trình giao tiếp với khách hàng trên các nền tảng kỹ thuật số thì doanh nghiệp sẽ dễ dàng chia sẻ thông điệp, những gì mà thương hiệu muốn nói với khách hàng theo cách nghĩ và ngôn ngữ của chính khách hàng. Đồng cảm kỹ thuật số khi được áp dụng đúng cách, nó sẽ giúp cho các khách hàng của doanh nghiệp thấy rằng bạn hiểu về họ, giúp họ cảm nhận được các hình ảnh, thông tin và thông điệp mà họ nhìn thấy theo hướng gần gũi, sáng tạo và được thiết kế cho riêng họ. Từ góc độ người dùng, việc phát triển nhanh chóng và rộng rãi của kỹ thuật số không phải lúc nào cũng khiến họ cảm thấy thoải mái vì số lượng quảng cáo, thông tin có nội dung không phù hợp xuất hiện ngày càng nhiều. Đây chính là hệ quả của việc thiết kế các giao diện, sản phẩm hoặc dịch vụ không thể hiện sự đồng cảm kỹ thuật số, tạo ra sự thất vọng trong khách hàng của doanh nghiệp. Khách hàng mong đợi theo một cách, nhưng doanh nghiệp lại thể hiện theo một cách hoàn toàn khác. Doanh nghiệp nên thấu hiểu khách hàng và chấm dứt các quảng cáo gây khó chịu điều này sẽ khiến sức mạnh của truyền thông được phát huy tuyệt đối và giúp doanh nghiệp gắn kết với người dùng hơn. Người dùng các ứng dụng và cửa hàng trực tuyến có xu hướng bị hấp dẫn bởi các sản phẩm được thiết kế khơi gợi cho họ nhiều cảm xúc và thể hiện được sự thấu hiểu về nhu cầu và sự mong muốn trong trải nghiệm cá nhân của họ. Một khách hàng cảm thấy mình được thấu hiểu, tạo được sự liên kết về cảm xúc và được nhận sự hỗ trợ có nhiều khả năng trở thành người dùng thường xuyên và giới thiệu nền tảng cho nhiều người khác. Sự đồng cảm trong không gian kỹ thuật số là rất quan trọng để làm cho sản phẩm hoặc dịch vụ của doanh nghiệp nổi bật so với các đối thủ cạnh tranh. Nếu không có sự đồng cảm kỹ thuật số trong lần tương tác đầu tiên với khách hàng có thể khiến họ nhanh chóng xem xét một trong những đối thủ cạnh tranh. Và thời đại kỹ thuật số rất thuận tiện cho việc khách hàng của bạn thành khách hàng của đối thủ.
Chính vì thế, các doanh nghiệp nên có sự đồng cảm kỹ thuật số, đặt mình vào vị trí của khách hàng, trải nghiệm những gì mà khách hàng trải nghiệm, suy nghĩ trên phương diện của họ để hiểu họ cần gì và nhờ đó có thể tạo ra các trải nghiệm tốt hơn thông qua chọn lọc thông tin, quảng cáo phù hợp với mong muốn của họ và truyền tải nó một cách tinh tế. Doanh nghiệp nên đặt người dùng lên hàng đầu, cần tăng sự đồng cảm kỹ thuật số với người dùng. Nếu doanh nghiệp không có kế hoạch, chiến lược để áp dụng đồng cảm kỹ thuật số hoặc áp dụng không phù hợp, họ sẽ tiếp cận khách hàng sai cách và có khả năng làm phiền đến các trải nghiệm của khách hàng, khiến khách hàng rồi bỏ họ.
- Đồng cảm kỹ thuật số ngày càng có tác động nhiều hơn lên sức khỏe của bệnh nhân

Đồng cảm kỹ thuật số ngày càng có tác động mạnh mẽ đến sức khỏe bệnh nhân, tăng sự hài lòng và giảm phàn nàn từ họ. Hiện nay, với những tiến bộ không ngừng về kỹ thuật số như áp dụng nhiều hơn các máy móc, robot và trí tuệ nhân tạo vào quy trình khám chữa bệnh nhưng chúng vẫn chưa thay thế được vai trò của con người trong việc thấu hiểu được nỗi lo lắng, bất an, đau khổ của bệnh nhân và chia sẻ cùng họ. Ngoài ra, con người ngày nay còn tiếp cận lượng lớn thông tin, kiến thức về y học từ internet nhưng nhiều thông tin đôi khi không được kiểm soát chặt chẽ hoặc được đăng tải với mục đích lừa đảo, trục lợi từ những người đang lo lắng các vấn đề về sức khỏe. Chính những nguồn thông tin sai lệch có thể gây nên nhiều mối đe dọa về sức khỏe tâm lý, thể chất bệnh nhân và người thân của họ. Việc chú trọng sự đồng cảm với bệnh nhân trong thế giới thực và trên kỹ thuật số là một phần quan trọng của ngành nghề y tế vì khi một người được động viên, thấu hiểu thì luôn nhận được kết quả khả quan hơn. Do đó việc tích hợp nhiều hơn sự đồng cảm kỹ thuật số vào y học là rất cần thiết.
- Đồng cảm kỹ thuật số giúp giao tiếp hiệu quả hơn

Phần lớn khi giao tiếp qua các nền tảng kỹ thuật số (tin nhắn văn bản, email, mạng xã hội,...), người dùng không thể cảm nhận được giọng điệu, tâm trạng cũng như không thể quan sát các hành vi phi ngôn ngữ như biểu cảm gương mặt, thái độ của đối phương. Điều này dẫn đến việc người dùng không hiểu hết được những gì người kia muốn truyền đạt và sẽ không biết hành vi của mình làm có phù hợp hay không để điều chỉnh kịp thời. Đôi khi việc giấu mặt khi giao tiếp sẽ tạo điều kiện cho cho việc bắt nạt, làm hại người khác trên nền tảng kỹ thuật số dễ dàng hơn và thực hiện những hành vi gây ảnh hưởng đến tâm lý của người khác (khiêu khích, mắng chửi, sử dụng ngôn từ gây kích động…), những điều mà khi giao tiếp mặt đối mặt họ thường sẽ ngại thực hiện. Chính vì thế, dù là giao tiếp mặt đối mặt hay giao tiếp trên nền tảng kỹ thuật số thì mỗi người đều nên được giáo dục về đồng cảm kỹ thuật số nói riêng và sự đồng cảm nói chung để tránh gây ra xung đột và tổn thương về tinh thần.
- Đồng cảm kỹ thuật số có nhiều tác động trong quá trình nuôi dạy trẻ

Theo nghiên cứu năm 2018 của Trung tâm nghiên cứu Pew về thanh thiếu niên và công nghệ, phần lớn thanh thiếu niên có điện thoại di động và biết sử dụng các nền tảng kỹ thuật số từ rất sớm nhưng các bậc phụ huynh vẫn không mấy quan tâm về vấn đề này. Họ cũng chưa nhận thức được đồng cảm kỹ thuật số là gì và những tác hại nếu bỏ qua yếu tố đồng cảm trên môi trường kỹ thuật số. Hiện nay, ngoài trường học, các nền tảng kỹ thuật số cũng là một nơi nảy sinh các vấn nạn bắt nạt, bạo hành về tâm lý, những câu chuyện về đe dọa trực tuyến và tự tử của thanh thiếu niên, và nền tảng kỹ thuật số cũng là nơi các tin tức cả tốt và xấu được đăng tải mỗi ngày. Các tin tức này có khả năng được phát đến hàng trăm, hàng ngàn lần, và nguyên nhân cốt lõi hình thành vấn đề này chính là sự thiếu đồng cảm kỹ thuật số. Ngày nay, sự phổ biến của việc giao tiếp trên nền tảng kỹ thuật số đã làm cho các kỹ năng giao tiếp và sự đồng cảm của trẻ em ngày càng kém đi, nó còn có thể gây ra tự kỷ và các vấn đề tâm lý khác ở trẻ em, ảnh hưởng đến khả năng tương tác với người khác. Chính vì thế, giáo dục đồng cảm kỹ thuật số cho trẻ em là rất quan trọng và cần thiết để mỗi trẻ em không trở thành người bắt nạt người khác hoặc bị người khác bắt nạt. Mặc dù công nghệ kỹ thuật số đã làm cho cuộc sống con người dễ dàng và hiệu quả hơn rất nhiều, nhưng nếu không có kỹ năng sử dụng và sự đồng cảm kỹ thuật số thì chúng ta có thể gặp nhiều rủi ro hay những ảnh hưởng tiêu cực khi hoạt động trên nền tảng này. Cần dạy cho trẻ em, những người xung quanh về đồng cảm kỹ thuật số và cách sử dụng công nghệ. Các cá nhân cần hiểu rằng các tương tác trực tuyến của họ có thể ảnh hưởng đến cảm xúc của người khác, cần phát triển các kỹ năng cảm xúc xã hội, tôn trọng quan điểm, cảm xúc của người khác để điều chỉnh và phản hồi phù hợp giúp cuộc sống của bản thân mình và cả người khác dễ dàng.

## Rèn luyện kỹ năng đồng cảm kỹ thuật số
Hiểu được cảm xúc của người khác là điều cơ bản để giao tiếp và kết nối. Tuy nhiên, sự đồng cảm trực tuyến có thể khó khăn bởi vì người dùng không nhận được phản hồi ngay lập tức. Do đó, học cách hiểu và truyền đạt cảm xúc trong môi trường kỹ thuật số là một kỹ năng thiết yếu. Đồng thời cũng nâng cao khả năng đồng cảm kỹ thuật số, nhất là khi internet ngày càng có vai trò quan trọng trong cuộc sống của mọi người.
Sự đồng cảm có bản chất là đa chiều và khó đo lường; tuy vậy, chúng ta vẫn có thể rèn luyện sự đồng cảm qua các chương trình đào tạo kỹ năng giao tiếp. Đào tạo kỹ năng giao tiếp dưới dạng các bài giảng truyền thống và hội thảo nhỏ làm tăng dần khả năng đồng cảm cho người học qua từng giai đoạn đào tạo. Nếu rèn luyện kỹ năng giao tiếp dẫn đến sự gia tăng đồng cảm truyền thống thì nó cũng là một cách hiệu quả để rèn luyện kỹ năng đồng cảm kỹ thuật số.
Tự phản chiếu (Self-reflection) và Bài đánh giá bản thân (Reflective writing) cũng là phương pháp hữu ích trong việc phát triển sự đồng cảm. Trong tài liệu của Chen và Forbes đã đưa ra các lưu ý: 100% các nghiên cứu có kết hợp hoạt động bài đánh giá bản thân tạo nên thay đổi đáng kể trong sự đồng cảm của sinh viên. Các tác giả đề xuất rằng: quá trình viết bài đánh giá bản thân nên được xem xét đưa vào các chương trình giảng dạy vì phương pháp này đã thành công trong việc phát triển sự đồng cảm.
Về cơ bản, các nguyên tắc cấu thành của đồng cảm truyền thống và đồng cảm kỹ thuật số là như nhau. Về mặt lý thuyết, các hoạt động đào tạo kỹ năng giao tiếp và tự phản chiếu có thể khiến người học xem xét lại các tương tác của họ trong môi trường trực tuyến. Quá trình tự đánh giá này có thể nâng cao khả năng nhận thức trên môi trường trực tuyến của người học, từ đó giúp tăng khả năng đồng cảm kỹ thuật số.
Việc trao dồi kỹ năng đồng cảm kỹ thuật số còn có thể thực hiện thông qua 4 cách sau:
1. Nhập vai vào các câu chuyện và tình huống
Đọc và khám phá vai trò của các nhân vật trong câu chuyện là một cách hiệu quả để trẻ em tăng khả năng đồng cảm. Những câu chuyện về thế giới kỹ thuật số giúp trẻ em đặt mình vào vị trí của nhân vật và suy nghĩ về cảm xúc của họ. Đối với độ tuổi thanh thiếu niên trở lên, một tình huống thú vị sẽ giúp họ xác định được các phản ứng có thể có; đồng thời thay đổi góc nhìn và khám phá những quan điểm mới lạ.
2. Sử dụng ngôn ngữ và biểu tượng cảm xúc phù hợp
Thách thức lớn nhất của đồng cảm kỹ thuật số là khó có thể hiểu hết được cảm xúc của người dùng trực tuyến. Khuyến khích mọi người sử dụng ngôn ngữ và biểu tượng cảm xúc phù hợp để thể hiện chính xác nhất những hàm ý và cảm xúc khi tham gia giao tiếp trên nền tảng kỹ thuật số. Điều này giúp người dùng nhận ra được cảm nhận của chính mình và cả người khác.
3. Bình luận tích cực
Chúng ta thường đồng cảm với những cảm xúc và sự việc mang tính tiêu cực của người khác. Tuy nhiên, việc chia sẻ niềm vui khi nhận được lời khen cũng là một cách tuyệt vời để bày tỏ sự đồng cảm. Ví dụ: Chúng ta có thể bắt đầu một cuộc thảo luận trực tuyến giữa các thành viên trong lớp học như sau: viết tên một người lên tờ giấy và yêu cầu các bạn cùng lớp dành tặng những bình luận tích cực. Những thành viên trong lớp không chỉ cùng nhau chia sẻ cảm giác tích cực từ những lời khen với mọi người mà còn với chính bản thân họ.
4. Chấp nhận sự khác biệt về suy nghĩ và cảm xúc
Những người khác nhau sẽ có những cách nhìn nhận và phản ứng khác nhau đối với một tình huống cụ thể. Nhận thức rõ tầm quan trọng của việc không phán xét cảm xúc và suy nghĩ của người khác là một điều cần thiết nhằm tạo ra một không gian kỹ thuật số lành mạnh.

## Ứng dụng đồng cảm kỹ thuật số vào kinh doanh
Sự đồng cảm kỹ thuật số không chỉ truyền tải thông điệp và đưa thương hiệu của doanh nghiệp đến gần hơn với người dùng, mà khi được thực hiện đúng cách, đồng cảm kỹ thuật số cho khách hàng thấy rằng doanh nghiệp đang quan tâm và hiểu về nhu cầu của họ, từ đó giúp cải thiện và thậm chí phát triển sản phẩm tốt hơn. Đồng cảm kỹ thuật số giúp cá nhân hóa nội dung, từ đó mang đến cho khách hàng những gì họ muốn khi họ cần. Điều này giúp doanh nghiệp có được niềm tin từ khách hàng và trở thành một đối tác đáng tin cậy. Vậy nên, doanh nghiệp cần có sự đồng cảm kỹ thuật số với khách hàng của mình để hiểu khách hàng và từ đó chia sẻ với họ những thông tin hữu ích đối với họ.
Đồng cảm kỹ thuật số giúp doanh nghiệp hiểu khách hàng hơn và kết nối với họ theo cách có ý nghĩa. Từ đó, mở ra một cuộc đối thoại với người dùng và khách hàng của mình thay vì xem như đây là phương tiện liên lạc một chiều, nhờ vậy tiếp cận khách hàng ở mức độ gắn kết sâu sắc và tạo được nhiều thiện cảm hơn. Đồng cảm kỹ thuật số nên là việc được cân nhắc thực hiện đầu tiên trong các nỗ lực tiếp thị kỹ thuật số khi tạo ra các trải nghiệm người dùng tuyệt vời cho thương hiệu.
Một số chiến lược giúp thực hiện đồng cảm kỹ thuật số cho doanh nghiệp
1. Nhận diện khách hàng kỹ thuật số của doanh nghiệp
Cần xác định đối tượng kỹ thuật số của doanh nghiệp: Họ là ai? Các thông tin nhân khẩu học (tuổi, giới tính, nghề nghiệp,...), những điều họ thích hay không thích, quan trọng nhất là những gì họ yêu thích và không yêu thích ở thương hiệu. Sau khi xác định cụ thể về chân dung khách hàng, doanh nghiệp cần xây dựng một chiến lược kỹ thuật số tùy chỉnh với từng đối tượng.
Để nhận diện chân dung của khách hàng trước tiên cần:
Bước 1: Xây dựng bản đồ thấu cảm dựa trên sáu yếu tố cần tìm hiểu ở khách hàng
- Khách hàng nhìn thấy gì?
- Khách hàng nghe thấy gì?
- Khách hàng nghĩ và cảm nhận gì?
- Khách hàng nói và làm gì?
- Khó khăn của khách hàng là gì?
- Lợi ích khách hàng đạt được là gì?

Bước 2: Phỏng vấn khách hàng
Phỏng vấn tối thiểu ba khách hàng trong mỗi phân khúc của doanh nghiệp. Hỏi tối thiểu bốn câu hỏi về: những khó khăn và trở ngại của họ (ba câu hỏi) và những mong muốn được doanh nghiệp giải quyết (một câu hỏi).
Ví dụ: Bốn câu hỏi được sử dụng để phỏng vấn khách hàng mục tiêu, phân khúc những người đang tìm việc của "Timviecnhanh" là:
Những điều bạn đang lo lắng và trăn trở trên con đường sự nghiệp của bạn là gì?
Những điều bạn đang trăn trở về chính bản thân của bạn là gì?
Bạn cần những điều gì để thành công trong sự nghiệp của bạn?
Bạn đang tìm kiếm điều gì khi tham gia dịch vụ tìm kiếm việc làm "Timviecnhanh" và bạn mong muốn chúng tôi sẽ hỗ trợ điều gì cho bạn?
2. Trở thành một thương hiệu đáng tin cậy
Trở nên đáng tin cậy là một yếu tố quan trọng trong việc xây dựng thương hiệu và để một thương hiệu ngày càng trở nên đáng tin cậy hơn thì nó nên được xây dựng dựa trên nền tảng của đồng cảm kỹ thuật số. Khách hàng muốn có sự tương tác hai chiều với doanh nghiệp. Họ muốn được quan tâm, được hiểu và muốn doanh nghiệp đánh giá cao quan điểm của họ. Xây dựng thương hiệu tin cậy sẽ tạo lợi thế cạnh tranh so với đối thủ và mang lại niềm tin cho khách hàng.
Doanh nghiệp cần tạo ra các liên kết và các đường dẫn kỹ thuật số có nội dung phù hợp, từ hình ảnh truyền thông đến các câu chuyện được chia sẻ về sản phẩm trong cuộc sống hàng ngày cho các đối tượng sử dụng sản phẩm . Điều này giúp tăng đáng kể nhận thức về thương hiệu.
3. Nhân bản hóa các robot kỹ thuật số
Khách hàng luôn muốn được trải nghiệm các công nghệ kỹ thuật số được nhân bản hóa ở mọi điểm chạm với doanh nghiệp. Nếu trước đây các điểm chạm đều tự động và do robot thực hiện thì doanh nghiệp cần cá nhân hóa, tùy chỉnh và nhân bản hóa các điểm chạm. Khi doanh nghiệp tạo ra những phương thức giao tiếp và đối thoại thực sự, điều này giúp xây dựng niềm tin và sự tin tưởng ở khách hàng với doanh nghiệp nhiều hơn. Người dùng nên được trao quyền để tự động hóa cách giao tiếp với doanh nghiệp, cần tạo ra các điểm tiếp xúc thực sự và tạo cơ hội cho khách hàng kỹ thuật số kết nối với nhân viên tại công ty. Nhờ đó, người dùng có thể có một cuộc trò chuyện thân mật để giải quyết các khó khăn và trở ngại cụ thể của họ, nâng cao giá trị cho quá trình trải nghiệm của khách hàng.
Đồng cảm kỹ thuật số không phải là một khái niệm mới nhưng đó là yếu tố quan trọng giúp thúc đẩy thương hiệu đạt được niềm tin từ khách hàng qua các điểm tiếp xúc kỹ thuật số. Các doanh nghiệp nên lấy khách hàng làm trung tâm, cần xem đồng cảm kỹ thuật số như là một yếu tố cốt lõi trong quy trình chuyển đổi kỹ thuật số và là một chiến lược lâu dài.